# Sinh vật lông roi sau
Sinh vật lông roi sau (danh pháp khoa học: Opisthokonta, từ tiếng Hy Lạp: ὀπίσθιος (opísthios) = "hậu, sau" + κοντός (kontós) = "sào, cột" nghĩa là "lông roi, tiên mao") là một nhóm rộng các sinh vật nhân chuẩn (Eukaryota), bao gồm cả các giới quen thuộc như động vật và nấm, cùng với các vi sinh vật nhân chuẩn khác mà đôi khi được gộp trong ngành cận ngành là Choanozoa (trước đây xếp trong giới sinh vật nguyên sinh (Protista). Các nghiên cứu di truyền cũng như siêu cấu trúc đều hỗ trợ mạnh quan điểm cho rằng Opisthokonta tạo thành một nhóm đơn ngành.
"Opisthokonta" và "nhóm Fungi/Metazoa" đôi khi được coi là đồng nghĩa của nhau.

## Lông roi
Một đặc trưng phổ biến trong nhóm này là ở chỗ các tế bào lông roi, chẳng hạn như ở tinh trùng của phần lớn động vật và các bào tử của ngành nấm Chytridiomycota, đẩy chính chúng di chuyển bằng một lông roi sau. Chính đặc trưng này đem lại tên gọi cho nhóm.
Ngược lại, các tế bào lông roi ở các nhóm sinh vật nhân chuẩn khác đẩy chính chúng di chuyển bằng một hay nhiều lông roi trước.

## Lịch sử
Quan hệ gần gũi của động vật và nấm đã được Cavalier-Smith đề xuất vào năm 1987, khi đó ông sử dụng tên gọi không chính thức opisthokonta (tên gọi chính thức đã từng được sử dụng để chỉ nấm trong nhóm Chytridiomycota), và nó được xác nhận trong các nghiên cứu di truyền muộn hơn.
Các nghiên cứu phát sinh chủng loài đầu tiên đặt chúng gần thực vật và các nhóm sinh vật khác có ti thể với nếp màng trong phẳng, nhưng đặc trưng này không ổn định.
Cavalier-Smith và Stechmann cho rằng các sinh vật nhân chuẩn một lông rung như Opisthokonta và Amoebozoa, gộp lại cùng nhau tạo thành nhóm sinh vật một lông roi (Unikonta), tách rời với các sinh vật nhân chuẩn hai lông rung khác (gọi là sinh vật hai lông roi - Bikonta), ngay sau khi chúng tiến hóa.

## Phân loại

Một trong các giả thiết về các mối quan hệ của sinh vật nhân chuẩn

|  | Plantae        |
|  |                |
|  | Chromalveolata |
|  |                |

|  | Animalia  |
|  |           |
|  | Choanozoa |
|  |           |

|  | Fungi       |
|  |             |
|  | Nucleariida |
|  |             |

|  | Animalia  |
|  |           |
|  | Choanozoa |
|  |           |

|  | Fungi       |
|  |             |
|  | Nucleariida |
|  |             |

|  | Animalia  |
|  |           |
|  | Choanozoa |
|  |           |

|  | Fungi       |
|  |             |
|  | Nucleariida |
|  |             |

|  | Animalia  |
|  |           |
|  | Choanozoa |
|  |           |

|  | Fungi       |
|  |             |
|  | Nucleariida |
|  |             |

Một trong các quan điểm về các giới lớn và các nhóm thân cây của chúng.